# Kevin Salvadori
Kevin Michael Salvadori (Wheeling, 30 dicembre 1970) è un ex cestista statunitense, professionista nella NBA.
È il figlio di Al Salvadori.

## Palmarès
- Campione NCAA (1993)
- Campione USBL (1995)
- USBL All-Defensive Team (1995)
- Miglior stoppatore USBL (1995)